# Willem Godschalck van Focquenbroch
Willem Godschalck van Focquenbroch (Amsterdam, (gedoopt) 26 april 1640 – Fort Elmina (thans in Ghana), juni 1670) was een Nederlandse dichter en toneelschrijver. Naast geestige, satirische en burleske verzen, schreef hij serieuze verzen in de petrarcaanse traditie. De negentiende eeuw had weinig belangstelling voor Focquenbroch. Sinds de twintigste eeuw is er hernieuwde belangstelling voor zijn werk.

## Leven
Willem Godschalck van Focquenbroch werd op 26 april 1640 gedoopt in de Oude Kerk te Amsterdam. Zijn vader Paulus van Focquenbroch kwam uit een Antwerpse familie van kleine kooplieden, zijn moeder Catharina Sweers was de dochter van een uit Antwerpen afkomstige 'huystimmerman'. Janneke en Paulus jr., oudere kinderen uit dit huwelijk, zijn waarschijnlijk jong gestorven. Willems jongere broer Jacobus vestigde zich later als arts te Alkmaar.
Focquenbroch sr. moet een redelijk bemiddelde handelaar zijn geweest. Zo kocht hij in 1644 De Zilveren Doornenkroon, een huis aan de Sint Anthoniesbreestraat (het vijfde vanaf het huis van de schilder Rembrandt), voor 9800 gulden. Later kwam hij waarschijnlijk in liquiditeitsproblemen, en verhuisde de familie naar de Oudezijds Voorburgwal en later naar het Singel. Beide ouders overleden in 1666.
Over Focquenbrochs schoolopleiding is niet veel bekend. Wellicht heeft hij de Latijnse school van Jacobus Heyblocq, die een verre verwant van hem was, bezocht. Focquenbroch schreef ook in zijn album amicorum. Een van zijn bijdragen is het gedicht 'Aen Mijn Heer Jacob Heijblock; Op sijn versoeck om een Vaersjen'.
Hoewel er geen inschrijving aan die universiteit gevonden is, moet Focquenbroch aanvankelijk in Leiden zijn gaan studeren. Hij deed dit als bursaal van het 'Fonds Rombouts' aan het Waals college; bij prof. Johannes Hoornbeek hield hij in 1661 de Disputatio Theologica De Promissis V.T. [Veteris Testamenti], waarin hij de orthodoxie tegen het Socinianisme verdedigt.
Op 29 maart 1662 schrijft Focquenbroch zich in bij de Universiteit van Utrecht, waar hij 10 juni van hetzelfde jaar al bij Regius promoveert tot doctor in de medicijnen. Zijn proefschrift droeg de titel De lue venerea (Over geslachtsziekte), in die jaren een gangbaar onderwerp voor een medische dissertatie. Van deze disseratie is tot dusverre geen exemplaar bekend.
Over een eigen praktijk van Focquenbroch zijn geen gegevens bekend. Pas in 1668, twee jaar na de dood van zijn ouders, heeft Focquenbroch aantoonbaar inkomsten als armendokter in dienst van de diakonie. Hiermee verdiende hij 150 gulden per jaar. Wanneer Focquenbroch alleen hiervan heeft moeten rondkomen, zou hij zich nauwelijks in leven hebben kunnen houden.
Focquenbroch heeft in 1668 Nederland verlaten. Na sollicitatie bij de Amsterdamse kamer van de West-Indische Compagnie had hij op 23 april de functie van fiscaal gekregen, een soort douane-ambtenaar en commissaris van politie. Zijn voornaamste taak was het opbrengen van de zogenaamde 'lorredraaiers', schepen die handel dreven in strijd met het monopolie van de W.I.C., en verder moest hij de orde onder het personeel van de W.I.C. handhaven. De verdiensten waren goed en er was een aantrekkelijke premie van 1/3 van de geconfisqueerde goederen. Dit laatste was voor Focquenbroch een belangrijke reden om dit ambt te ambiëren. Zijn standplaats aan de kust van Guinee was het voormalige Portugese fort 'Saô Jorge da Mina' dat later 'Elmina' genoemd werd. Hier was hij, zoals hij zelf zei "de tweede persoon van een kleyn koninckrijk", in rang direct onder de directeur-generaal. (De vorige Jan Valkenburg was overleden, zijn opvolger is nog onbekend.)
Op 17 juli 1668 vertrok Focquenbroch met het schip De Gideon van Texel naar Elmina. Zijn neef Philip van Heeden, die al eerder als koopman in de koloniën had gewerkt, vergezelde hem. Uit de brieven die hij vanuit Guinee schreef, blijkt dat Focquenbroch zich erg eenzaam voelde, vooral na de dood van zijn neef Philip begin 1669. Ziektes waren aan de orde van de dag in Elmina en Focquenbroch moest regelmatig voor andere functionarissen invallen. In de maanden april tot en met juli van het jaar 1670 woedde er een hevige epidemie in de handelspost. Van deze epidemie is Focquenbroch hoogstwaarschijnlijk ook het slachtoffer geworden. Er zijn aanwijzingen, dat Focquenbrochs overlijden in een missive die op 14 juli 1670 gedateerd was, aan de W.I.C. werd gemeld. De missive zelf is echter verloren gegaan.

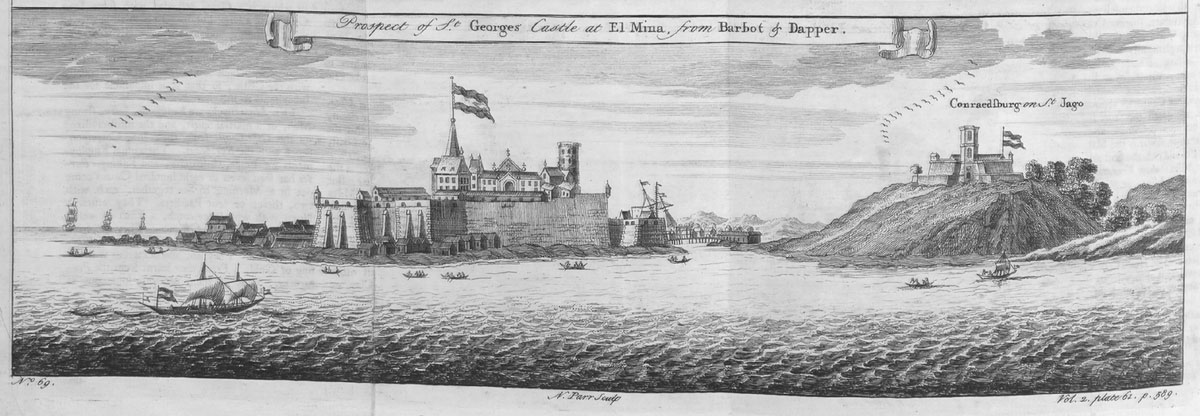
Fort Elmina, op de slavenkust, waar Focquenbroch twee jaar verbleef
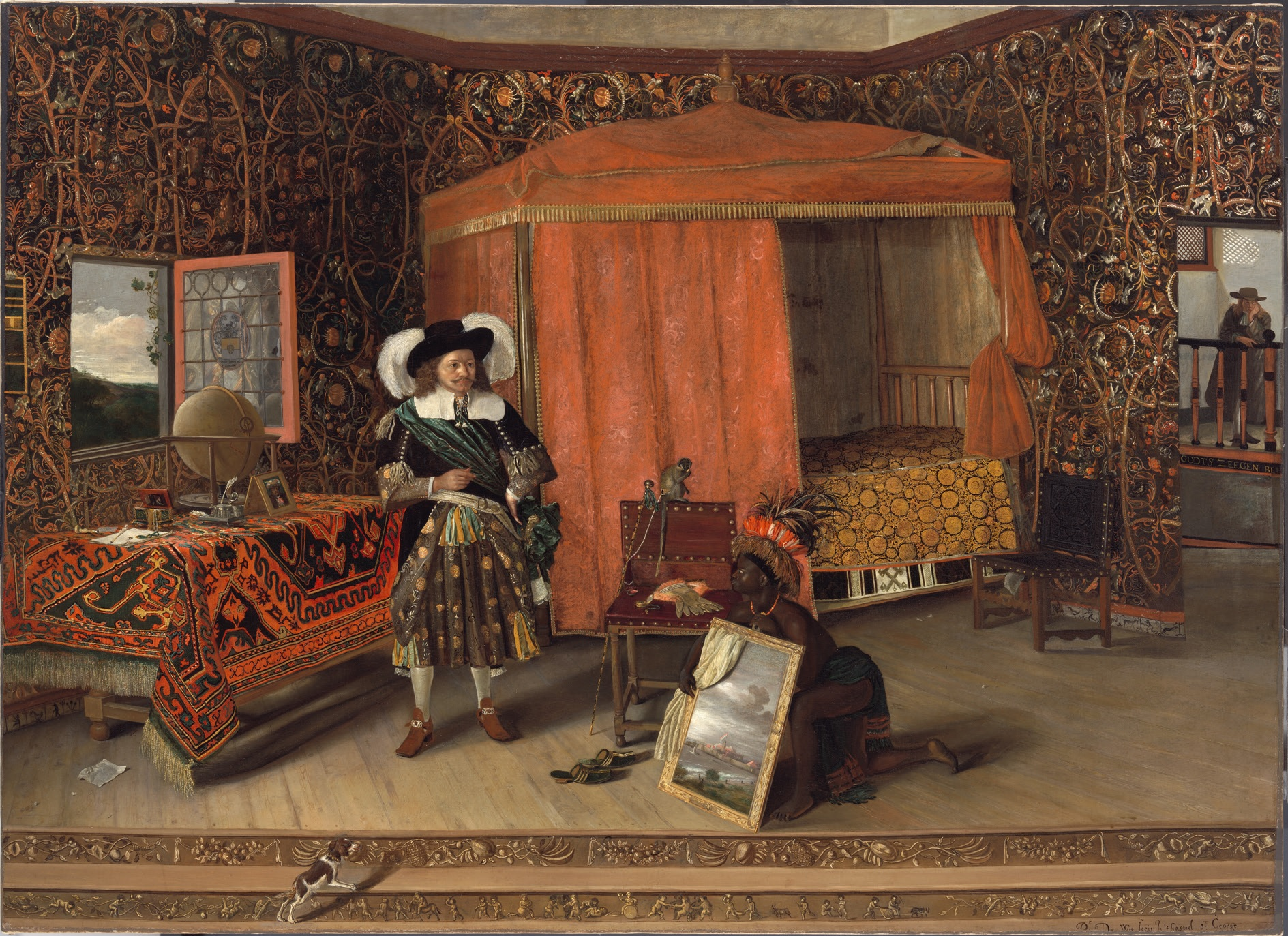
Elmina (Focquenbroch uiterst rechts)

## Werk
In 1663 verscheen De verwarde jalousy, een bewerking van Molières succesvolle Sganarelle ou le cocu imaginaire uit 1660, door Focquenbroch kennelijk voor de schouwburg gemaakt. Daar ging het stuk in première op 23 april 1663.
De bruiloftsstukken De klucht van de weyerey en Klugt van Hans Keyenvresser zijn, hoewel ze het jaartal 1665 dragen, waarschijnlijk al in 1664 verschenen. Deze kluchten zijn opgenomen in de bundel Thalia, of geurige sang-goddin die zeker december 1664 al in de winkel lag, eveneens met het jaartal 1665. De Thalia werd uitgegeven door Johannes van den Bergh, die verder alle bij het leven van Focquenbroch verschenen werken verzorgde. De titel van deze bundel kan men als programmatisch beschouwen: Thalia is de muze van de komedie en 'geurige', dat wil zeggen geestige, dichtkunst. Hij bevat een burlesk episch gedicht bruiloftsdichten, gedichten die een geschenk begeleidden, burleske en petrarcaanse lyriek, overpeinzingen, puntdichten, (rijm)brieven en liedjes, zowel in het Nederlands als in het Frans. De liedjes zijn contrafacten: nieuwe teksten op bekende melodieën. Die melodie werd door middel van haar benaming of de eerste regel van een bekende tekst op die melodie aangegeven. De latere Thalia's hebben een soortgelijke inhoud.
In 1665 viel de bisschop van Münster de Republiek binnen. Ter gelegenheid hiervan verscheen het pamflet Den Munstersche trommel-slagh, op den Hollandschen toon, waarin wordt gesteld dat de Hollandse ketters nu eens flink aangepakt zullen worden. Hierop reageerde Focquenbroch met Een Hollandsche vuyst-slagh, op een Brabandsche koon. Zo was ook het verslaan van de Engelse vloot in 1666 voor Focquenbroch en zijn vriend Johannes Ulaeus aanleiding om een Verdubbelt zegen-sangh, der negen musen te schrijven. Ulaeus bezingt hierin de dapperheid van de Hollanders en Focquenbroch maakt met behulp van dezelfde rijmwoorden de Engelsen belachelijk.
Johannes Ulaeus werkte ook mee aan een vertaling c.q. bewerking van Vergilius' Eclogae die onder de titel De herders-sangen van Virgilius Maro in 1666 verscheen. Wederom nam Ulaeus het serieuze deel voor zijn rekening. Hij maakte een gewone vertaling, terwijl Focquenbroch de zangen in burleske stijl bewerkte.
Op 7 augustus 1668 kwam een nieuwe bundel uit, Thalia, of geurige zang-goddin, tweede deel, even later gevolgd door een herdruk van de eerste (op 25 augustus). In deze tweede bundel zijn de Munstersche trommelslag en de Hollansche vuyst-slagh opgenomen en tevens Focquenbrochs aandeel in het Verdubbelt zegen-sangh.
In april 1674 verscheen postuum het blijspel Min in't lazarus-huys, een bewerking van Lope de Vega's Los locos de Valencia. De tekst moet al eerder in Amsterdam gecirculeerd hebben, want hij kwam op 10 december 1669 ter tafel tijdens een bijeenkomst van het letterkundig genootschap 'Nil Volentibus Arduum'.
De derde en laatste bundel van Focquenbroch werd in 1678 uitgegeven, namelijk de Afrikaense Thalia, Of het derde deel van de geurige zang-godin. In de latere verzameledities, met name Alle de wercken uit 1679 en Alle de werken uit 1696 die door Abraham Bogaert verzorgd werd, komen nog enkele nieuwe teksten voor, die echter voor een groot deel niet van Focquenbroch zijn.
Zijn lijfspreuk was: "FGM: Fumus Gloria Mundi", ofwel: "Des Werelts Glorie is maer Roock/Roock is 's Werelts Glory oock."

## Op Amsterdam
Het bekendste gedicht van Focquenbroch is 'Op Amsterdam'.

## Receptie
In de zeventiende en achttiende eeuw was Focquenbroch een bekend auteur. Zijn werken werden vele malen herdrukt, vooral de Min in't lazarus-huys, dat ook in de schouwburg nog lange tijd succes had. Men zag hem in de eerste plaats als een 'geestige' dichter. Hij was degene die de burleske dichttrant, waarbij men een hoogdravend onderwerp in een alledaagse stijl behandelt, in de Republiek bekend maakte. Focquenbrochs belangrijkste voorbeeld was de Franse dichter Paul Scarron (1610-1660). Enkele werken van Focquenbroch zijn bewerkingen van een origineel van Scarron, die bijvoorbeeld ook een travestie van de Aeneis geschreven had. Zijn werk werd bestudeerd door Johannes Bouwmeester en David Lingelbach.
De geestige en vooral satirische kant van Focquenbrochs werk heeft de serieuze en petrarcaanse kant altijd overschaduwd. In de negentiende eeuw raakte hij wegens zijn vermeende 'platheid' in ongenade. Zo sprak de bekende literatuurhistoricus G. Kalff aan het begin van de vorige eeuw nog over Focquenbrochs's werken als van een "platheid en een vuilheid die in onze literatuur zelden geëvenaard zijn; Fock - zoo noemt hij zich zelven schertsend - wentelt zich behagelijk in zinnelijkheid en vuilheid als het zwijn in de modder".
De herwaardering kwam begin 20e eeuw op gang, maar zette pas na de oorlog door. Opmerkelijk daarbij is een bloemlezing uit Focquenbrochs lyriek met een inleiding van W.F. Hermans. Tot een volledige uitgave van zijn werk heeft dit echter nog niet geleid.
De klucht van de kwakzalver en De klucht van de jacht zijn in 2004 bewerkt door Johan Volkers, voorzitter van de Leydse KluchtenCompagnie (LKC). De Klucht van de Hoogduitse Kwakzalver (ook wel de Klucht van Hans Keyenvresser) wordt sinds haar bewerking zeer frequent gespeeld door de LKC. In deze klucht wordt de kwakzalver (kwakzalvers in kluchten en op schilderijen waren vaak van Duitse komaf) door landloper Jan behoorlijk te kijk gezet. Ook de verschijnende turfboer wordt bedonderd op het gebied van geld en gezondheid. De kwakzalverklucht opent met een krabbende landloper: "Wanneer een mens even schraal is in de kleren als mager in 't geld. Is er dan een schepsel dat hem niet kwelt? Het zijn niet alleen de hoge heren en boeren die mij doen lijden. Zelfs de vlooien en luizen komen je bestrijden! Ze lopen m'n lichaam zo erg plat. Krab ik nu eerst m'n hoofd of m'n gat? Al zijn die luizen uit m'n eigen vlees en bloed geboren. Toch, toch moet ik ze bij hun werk storen. Ik sla er soms wel zo'n zeshonderd dood. Niet allemaal natuurlijk, want in tijden van hongersnood is het wel mooi kaasie op je brood!" Vervolgens beklaagt hij zich dat hij maar geen meester kan vinden om te dienen. Gelukkig voor hem en de kijker dient zich dan de kwakzalver aan...
Van 20 december 2000 tot 1 november 2017 was de stichting Willem Godschalck van Focquenbroch actief. Die zette zich in om door middel van bijeenkomsten en publicaties leven en werk van Focquenbroch nader te bestuderen en bekend te maken. Het tijdschrift dat de stichting uitgaf heette, naar het motto van Focquenbroch: Fumus. Dit tijdschrift is inmiddels volledig beschikbaar in de DBNL.

## Werken
- Disputatio theologica, de promissis V.T. Pars septima. : Qvam ... svb præsidio ... Johannis Hoornbeek ..., 1661
- De verwarde jalousy, Blyspel. Amsterdam: Jacob Lescaille, 1663. Bew. van: Sgaranelle, ou Le cocu imaginaire van Molière
- Klucht van de weyery. Amsterdam: Jacob Vinckel, 1665.
- Klucht van Hans Keyenvresser. Zijnde een Hooghduytschen quacksalver, dewelcke een wonderlijcken oly getrocken heeft uyt den aller-keyen-key van Amersfoort, om alle keyen te genesen.. Amsterdam: Jacob Vinckel, 1665.
- Thalia, of geurige sanggoddin. Amsterdam: Johannes van den Bergh, 1665.
- Een Hollandsche vuystslagh, op een Brabandsche koon. Z.pl. [1665].
- Verdubbelt zegensangh, der negen musen, over den gedempten hooghmoed der engelschen, en de triumpheerende dapperheyt der Hollanders. Amsterdam: Johannes van den Bergh, 1666.
- De herderssangen van Virgilius Maro. Amsterdam: Johannes van den Bergh, 1666.
- Thalia, of geurige zanggoddin Eerste deel; Tweede deel. Amsterdam: Johannes van den Bergh, 1668/1669.
- Min in't lazarushuys, Blyspel. Amsterdam: Jacob Vinckel, 1674.
- Alle de wercken van W. G. V. Fockenburgh: vertoonende Thalia of geurige- zanggodin. Thyphon of reuse-stryd, 1675
- Afrikaense Thalia, of het derde deel van de geurige zanggodin, Amsterdam: Jan ten Hoorn, 1678.
- Diogenes, den wyse ..., 1929

## Bronverwijzingen
1. ↑  Willem Godschalk van Focquenbroch, De Afrikaanse brieven (hertaling: Thomas Rosenboom; Inl. Arie Jan Gelderblom), Amsterdam 2007.
2. ↑  G. Kalff, Geschiedenis der Nederlandsche Letterkunde, IV, p.580, Groningen 1909.
3. ↑  Focquenbroch, Bloemlezing uit zijn lyriek, met een inleiding van W.F. Hermans, Amsterdam 1946. Hermans schreef in zijn inleiding: "Wie een eerste blik in Focquenbrochs kleinere gedichten slaat, zal verbaasd zijn dat dit in de 17e eeuw geschreven werd, zo onmiddellijk en gewoon is de zegswijze."

- Bibliothèque nationale de France: cb119999320 (data)
- Biografisch Portaal: 63518328
- Digitale Bibliotheek voor de Nederlandse Letteren: focq001
- Gemeinsame Normdatei: 118818015
- International Standard Name Identifier: 0000 0003 5467 5946
- Library of Congress Control Number: n83135048
- Nederlandse Thesaurus van Auteursnamen: 068048262
- Système universitaire de documentation: 192746111
- Virtual International Authority File: 54157631
- WorldCat: E39PBJbMb7rqhmTKkGVP7xc773